# Henri Collard
Henri Collard (23 de janeiro de 1912 — 23 de fevereiro de 1988) foi um ciclista belga que competia em prova de pista. Representou seu país, Bélgica, nos Jogos Olímpicos de Berlim 1936, onde terminou em quinto lugar na corrida de velocidade.